# Diecezja Aberdeen i Orkadów
Diecezja Aberdeen i Orkadów (ang. Diocese of Aberdeen and Orkney) – diecezja Szkockiego Kościoła Episkopalnego z siedzibą w Aberdeen. Liczy 41 parafii, położonych w północno-wschodniej części Szkocji, w tym na wyspach archipelagu Orkadów. Od marca 2018 r. na czele diecezji stoi Anne Dyer, pierwsza w historii Szkocji kobieta powołana na urząd anglikańskiego biskupa diecezjalnego. 